# Анифантакис, Мирон
Мирон Анифантакис (греч. Μύρων Ανυφαντάκης, род. 23 октября 1939, Ретимнон) — греческий легкоатлет, выступавший в метании копья. Участник летних Олимпийских игр 1960 года.

## Биография
Мирон Анифантакис родился 23 октября 1939 года в греческом городе Ретимнон.
Выступал в легкоатлетических соревнованиях за «Керавнос» из Ретимнона и «Олимпиакос» из Афин.
В 1959 году стал бронзовым призёром Средиземноморских игр в Бейруте, показав результат 68,80 метра и уступив 5,30 метра выигравшему золото Леону Сыроватски из Франции.
В 1960 году вошёл в состав сборной Греции на летних Олимпийских играх в Риме. В метании копья занял 21-е место в квалификации, показав результат 69,53 — на 4,47 метра меньше норматива, который давал право выступить в финале.

## Личный рекорд
- Метание копья — 74,15 (1961)[1]